# Arturo Tizón
Arturo Tizón Ibáñez (Vall de Uxó, 25 de mayo de 1984- Alcudia de Veo, 16 de enero de 2021) fue un piloto de motos español que logró ser Campeón de España de Supersport en el CEV 2005 con Yamaha.

## Carrera deportiva
Corre la temporada 2006 con el equipo Wurth Honda BQR en la categoría 250 cc del Campeonato Mundial de MotoGP junto al catalán Aleix Espargaró, a pesar de haber tenido a comienzo de temporada como compañero al colombiano Martín Cárdenas.
También corre en 250 cc en 2007 como único integrante del equipo Blusens Aprilia Germany, pero a mitad de temporada ambas partes deciden rescindir contrato que le vinculaba al equipo por falta de resultados y emprende una nueva andadura integrado en el equipo Yamaha Spain donde sustituye a David Forner en el Mundial de Supersport.
En 2011 compitió en pruebas de Resistencia, abandonando en las 24 Horas de Le Mans, fue segundo en las 24 Horas de Montmeló y noveno (tercero en Superstock) en las Ocho Horas Nocturnas de Albacete.